# 青木孝

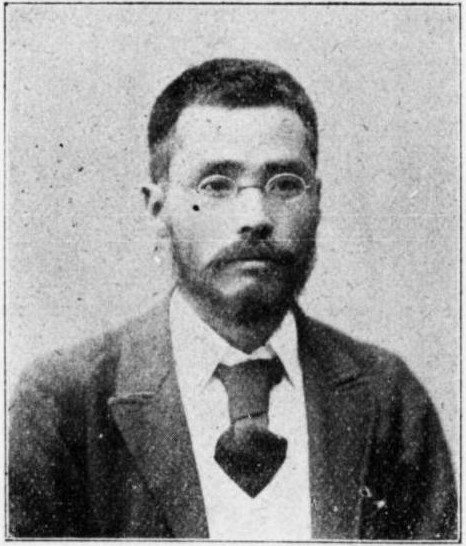
青木孝

青木 孝（あおき たかし、1863年12月21日（文久3年11月11日）- 1939年（昭和14年）3月24日）は、明治から昭和前期の漁業家・政治家。衆議院議員。

## 経歴
下野国塩谷郡道下村（栃木県塩谷郡玉生村大字道下、塩谷村を経て現塩谷町大字道下）で、古木六右衛門の三男として生まれる。1877年（明治10年）に上京し、慶應義塾、同人社、商法講習所などで学び、1884年（明治17年）に渡米した。その後、ヨーロッパに渡り英語、フランス語、スペイン語を修め、1889年（明治22年）米国のパシピック大学に入学し、1892年（明治25年）11月、同校を卒業し経済学士の学位を得て、1893年（明治26年）3月に帰国した。
北海道漁業調査に従事し、青木漁猟組を設立して遠洋漁業を営んだ。
1902年（明治35年）8月、第7回衆議院議員総選挙（栃木県郡部、立憲政友会）で当選し、衆議院議員に1期在任した。

## 国政選挙歴
- 第7回衆議院議員総選挙（栃木県郡部、1902年8月、立憲政友会）当選[6]
- 第8回衆議院議員総選挙（栃木県郡部、1903年3月、立憲政友会）次点落選[6]
- 第9回衆議院議員総選挙（栃木県郡部、1904年3月、立憲政友会）次点落選[6]